# Andrew Hannah
Andrew Boyd Hannah (* 17. September 1864 in Renton; † 29. Mai 1940 in Glasgow) war ein schottischer Fußballspieler. Nach dem Gewinn von zwei schottischen Pokaltrophäen mit dem FC Renton in den Jahren 1885 und 1888 folgte 1891 mit dem FC Everton eine englische Meisterschaft. Ab 1892 war der rechte Verteidiger dann erster Mannschaftskapitän des FC Liverpool.

## Sportlicher Werdegang
Hannah, der neben dem Fußballsport beruflich als Inspektor einer Werft tätig war und auch zeitweise eine Molkerei besaß, wurde in den 1880er-Jahren bekannt als Kapitän des FC Renton. Der kleine Ort in der zentral-schottischen Council Area West Dunbartonshire mit gerade einmal 5.000 Einwohnern machte über seine Grenzen auf sich aufmerksam, als die Fußballmannschaft in den Jahren 1885 und 1888 jeweils den schottischen Pokal gewann. Dabei hatte der Klub in der Saison 1887/88 den Wettbewerb derart überlegen gewonnen (mit 48 Toren in den Pokalrunden, inklusive des 6:1-Finalsiegs gegen den FC Cambuslang), dass die heimische Presse nach einem weiteren Höhepunkt – einem 4:1 gegen den englischen Pokalsieger West Bromwich Albion – von Renton als „Weltmeister“ sprach. Hannah wurde dabei als „Respektsperson“ beschrieben, der Zweikämpfe sowohl mit technischer Finesse als auch mit Robustheit führen konnte. Das Fußball-Regelwerk hatte den Elfmeter noch nicht erfunden und so war der Schutz des eigenen Torhüters eine von Hannahs Kernaufgaben. Weiterer Ausdruck seiner athletischen Fähigkeiten war sein Faible für die traditionellen Highland Games, an denen er mehrfach teilnahm.
Die Verantwortlichen von Gegner „West Brom“ zeigten sich von Hannah nachhaltig beeindruckt und überzeugten diesen davon, den schottischen Amateurfußball zu verlassen, um sich dem Profisport in England anzuschließen. Dieser Schritt wurde im schottischen Verband nicht gerne gesehen und hatte zur Folge, dass Hannah seinem ersten Länderspieleinsatz für Schottland (am 10. März 1888 gegen Wales (5:1)) keinen weiteren mehr hinzufügen konnte. Nach nur wenigen Wochen kehrte Hannah mit Heimweh nach Renton zurück, aber bereits im folgenden Jahr nahm er beim FC Everton einen neuen Anlauf. Für die Vertragsunterschrift erhielt Hannah 100 Pfund, dazu kam ein Wochenlohn in Höhe von drei Pfund. Sofort übernahm Hannah in Everton die Rolle des Kapitäns und als der Klub im Jahr 1891 die englische Meisterschaft gewann, galt der Schotte als einer der besten Abwehrspieler im englischen Profifußball. Nach dem Gewinn des Meistertitels zog es Hannah ein drittes Mal zum FC Renton, der im Jahr zuvor vom Spielbetrieb ausgeschlossen worden war, da „professionelle“ Strukturen mit entsprechenden Zahlungen an die Spieler nicht erlaubt waren. Zur Saison 1891/92 wurde der Verein rehabilitiert, aber gemeinsam mit Hannah belegte der Ex-Spitzenklub nur einen mittelmäßigen (geteilten) sechsten Rang von 12 teilnehmenden Teams.
Kurz bevor der FC Liverpool gegründet wurde, hatte sich Hannah dem neuen Klub im Mai 1892 angeschlossen. Von vornherein sollte er dort eine Schlüsselrolle übernehmen und „versüßt“ durch eine weitere „Signing Fee“ von 150 Pfund und einer Gehaltserhöhung auf wöchentlich fünf Pfund, versprach man sich von ihm eine ähnlich erfolgreiche Führungsrolle wie zuvor in Diensten des FC Everton. Hannah war damit der erste Mannschaftskapitän in der Geschichte des FC Liverpool. Nach dem Gewinn der Lancashire League im Jahr 1893 trat er mit seinen Mannen in der Saison 1893/94 in der national zweithöchsten Football League Second Division an und führte die Mannschaft als Meister in die oberste Spielklasse. Dazu steuerte er 24 Einsätze in insgesamt 28 Ligapartien bei. Als es in der folgenden Spielzeit 1894/95 als Tabellenletzter wieder zurück in die Zweitklassigkeit ging, teilte er sich zunehmend die Position des rechten Verteidigers mit John Curran, da er in der zweiten Saisonhälfte an gravierenden Knie- und Knöchelverletzungen litt. Damit wurde das Ende seiner Liverpooler Zeit eingeläutet und so kehrte er im Oktober 1895 nach Schottland zurück. Dort ließ er bei Vereinen wie Rob Roy und dem FC Clyde die aktive Laufbahn ausklingen.
In seinem späteren Leben arbeitete Hannah wieder auf einer Werft und blieb wohnhaft in den schottischen Städten Kirkintilloch und Clydebank, bevor er im Mai 1940 im Westen von Glasgow in dem Krankenhaus Western Infirmary verstarb.

## Titel/Auszeichnungen
- Englischer Fußballmeister (1): 1891
- Lancashire League (1): 1893
- Schottischer Pokalsieger (2): 1885, 1888